# NGC 6689
NGC 6689 (другие обозначения — NGC 6690, PGC 62077, KAZ 210, UGC 11300, KARA 855, MCG 12-17-26, ZWG 340.50, IRAS18354+7028) — галактика в созвездии Дракон.
Этот объект занесён в новый общий каталог несколько раз, с обозначениями NGC 6689, NGC 6690.
Этот объект входит в число перечисленных в оригинальной редакции «Нового общего каталога».